# Підйом (фільм)
«Підйом» («Äratus») — радянський художній фільм 1989 року, знятий режисером Юрієм Сіллартом на кіностудії «Талліннфільм».

## Сюжет
Дія фільму, в якому досліджується соціально-психологічний механізм насильства, починається з березня 1949 року, коли після чергової операції НКВС до Сибіру було депортовано десятки тисяч естонців.

## У ролях
- Тину Карк — Вольдемар Расс
- Сулев Луйк — головна роль
- Кальйо Кійск — головна роль
- Марія Кльонська — головна роль
- Юлле Кальюсте — головна роль
- Вяйно Лаєс — Арнольд
- Арво Кукумягі — Каарель Петерсон
- Анне Палувер — Сальме Петерсон
- Володимир Лаптєв — майор Іванов
- Яан Реккор — Пеетер Кянгсепп
- Хіля Варем-Вее — Армельда Нуудімяе
- Катрін Кохв — Лінда
- Хейно Торга — роль другого плану
- Фелікс Карк — Антс Таммеметс
- Ліїна Лінтроп — роль другого плану
- Рейн Оя — городянин
- Лембіт Еельмяе — роль другого плану
- Ханнес Кальюярв — комсорг
- Тійт Тралла — соліст
- Сергій Черкасов — молодий офіцер
- Євген Власов — офіцер
- Елле Кулль — роль другого плану
- Андреас Кангур — роль другого плану
- Кайє Міхкелсон — роль другого плану
- Каарін Райд — сільська жінка
- Елен Нутер — роль другого плану
- Анне Маасік — роль другого плану
- Микола Хрустальов — роль другого плану
- Дмитро Рейтман — роль другого плану
- Олег Рогачов — роль другого плану
- Едуард Агу — роль другого плану
- Василь Бездушний — роль другого плану
- Хелі Кохв — роль другого плану
- Вадим Степанов — водій
- Андрус Ваарік — роль другого плану
- Ене Ярвіс — мати з дитиною
- Херта Ельвісте — роль другого плану
- Лійна Тенносаар — роль другого плану
- Роберт Гутман — селянин
- Аско Алцоо — роль другого плану
- Роланд Саарнік — роль другого плану
- Талво Пабут — роль другого плану
- Паул Поом — роль другого плану
- Расмус Рейнсоо — роль другого плану
- Хендрік Кару — роль другого плану
- Володимир Рибников — солдат

## Знімальна група
- Режисер — Юрій Сілларт
- Сценарист — Рейн Салурі
- Композитор — Кульдар Сінк
- Художники — Хейккі Халла, Тоомас Хирак